# Roussines, Indre
Roussines är en kommun i departementet Indre i regionen Centre-Val de Loire i de centrala delarna av Frankrike. Kommunen ligger i kantonen Saint-Benoît-du-Sault som tillhör arrondissementet Le Blanc. År 2022 hade Roussines 358 invånare.

## Befolkningsutveckling
Antalet invånare i kommunen Roussines
Referens:INSEE